# Inhambanella guereensis
Inhambanella guereensis är en tvåhjärtbladig växtart som först beskrevs av André Aubréville och François Pellegrin, och fick sitt nu gällande namn av Terence Dale Pennington. Inhambanella guereensis ingår i släktet Inhambanella och familjen Sapotaceae. Inga underarter finns listade i Catalogue of Life.